# 세라핌 버르자코프
세라핌 이바노프 버르자코프(불가리아어: Серафим Иванов Бързаков, 1975년 7월 22일~)는 불가리아의 레슬링 선수, 지도자이다. 2000년 하계 올림픽 자유형 페더급에서 은메달을 획득했으며 세계 레슬링 선수권 대회에서 2회 우승, 2회 준우승을 달성했다.